# Sprachen Ghanas
Die Amtssprache Ghanas ist Englisch, also eine Sprache, die nur für eine winzige Minderheit der Ghanaer Muttersprache ist. Grund für die Wahl des Englischen zur Amtssprache ist die außerordentlich große Zahl unterschiedlicher Sprachen und Dialekte in Ghana. Nord- und Südghana sind dabei sprachlich auch durch die Zugehörigkeit zu unterschiedlichen Sprachfamilien, den Gur-Sprachen im Norden und den Kwa-Sprachen im Süden, getrennt.

## Die Zahl der Sprachen Ghanas
Angaben über die Zahl der Sprachen Ghanas schwanken je nach Quelle von 46 bis mehr als 100.
Dafür gibt es mehrere Gründe:
1. Es gibt bei etlichen Sprachen und Dialekten unterschiedliche Auffassungen darüber, ob sie als eigenständige Sprache oder als Dialekt einzuordnen sind. Zum Beispiel werden Ga, Dangme und Krobo teils als eigenständige Sprachen gezählt, teilweise aber auch zu einer Sprache „Ga-Adangme“ zusammengefasst. Neben linguistischen Kriterien spielen hier teilweise auch politische Faktoren eine Rolle: Ga und Dangme sind beispielsweise anerkannte Schriftsprachen („official literary languages“) Ghanas.
2. Kleinstsprachen wie etwa Animere, mit weniger als 1000 Sprechern, werden nicht mitgezählt.
3. Unterschiedlich ist der Umgang mit großen Sprachen Westafrikas, von denen eine kleine Zahl von Sprechern in Ghana lebt. Beispielsweise sprechen einige Millionen Menschen in ganz Westafrika Fulfulde, die Sprache der Fulbe (auch Fulani oder Peul genannt). Nur einige tausend von ihnen leben in Ghana.
4. Die unterschiedlichen Bezeichnungen für eine bestimmte Sprache sind oft ein Problem, da es Eigennamen, offizielle Namen und eingedeutschte Begriffe gibt. Zum Beispiel wird das nordghanaische Frafra auch als „Farefare“, „Gurenne“, „Gurune“ oder „Nankani“ bezeichnet.

## Offizielle Literatursprachen
Neun Sprachen Ghanas werden offiziell gefördert und in der Grund- wie auch in der weiterführenden Schule verwendet. In diesen Sprachen erscheinen verschiedene Druckerzeugnisse:
- Akan (mit Aschanti, Twi, Fante, Nzima, Akuapem, Akyem-Bosome, Kwahu, Ahafo, Asen, …)
- Dagaare-Wali
- Dagbani
- Dangme
- Ewe
- Ga
- Gonja
- Kasem[1]

## Verkehrssprachen Ghanas
Neben dem Englischen als amtlicher Landessprache fungieren drei afrikanische Sprachen als Verkehrssprachen:
- In Südghana geht der Einfluss des Akan über die gut acht Millionen Muttersprachler hinaus, da mehrere Millionen Menschen es als Zweitsprache sprechen.
- In Ostghana ist Ewe verbreitet.
- In Westghana hat das Mòoré-Dagbani die Funktion einer Verkehrssprache.
- Unter den Muslimen und in Nord- und Zentralghana wird häufig zwischen den Ethnien Hausa und Fulfulde verwendet.

## Liste nach Sprecherzahl
Die nachfolgende Liste ist absteigend sortiert nach der Sprecherzahl der Sprachen in Ghana.
| Sprache                    | Sprecherzahl           | Stand | Sprachgruppe        |
| -------------------------- | ---------------------- | ----- | ------------------- |
| Akan                       | 8.300.000              | 2003  | Kwa-Sprache         |
| Ewe                        | 2.250.500              | 2003  | Kwa-Sprache         |
| Abron                      | 1.050.000              | 2003  | Kwa-Sprache         |
| Farefare                   | 820.000                | 2003  | Gur-Sprache         |
| Dagbani                    | 800.000                | 2004  | Gur-Sprache         |
| Dangme                     | 1.000.000              | 2004  | Kwa-Sprache         |
| Dagaare                    | 700.000                | 2003  | Gur-Sprache         |
| Ga                         | 600.000                | 2003  | Kwa-Sprache         |
| Konkomba                   | 500.000                | 2003  | Gur-Sprache         |
| Kusaal                     | 420.000                | 2003  | Gur-Sprache         |
| Wasa                       | 309.000                | 2003  | Kwa-Sprache         |
| Nzima                      | 262.000                | 2004  | Kwa-Sprache         |
| Anyin                      | 250.000                | 2003  | Kwa-Sprache         |
| Sehwi                      | 250.000                | 2003  | Kwa-Sprache         |
| Gonja                      | 240.000                | 2004  | Kwa-Sprache         |
| Mampruli                   | 220.000                | 2004  | Gur-Sprache         |
| Hausa                      | 202.000                | 2005  | Tschadische Sprache |
| Awutu                      | 180.000                | 2003  | Kwa-Sprache         |
| Bissa                      | 165.900                | 2003  | Mande-Sprache       |
| Buli                       | 150.000                | 2003  | Gur-Sprache         |
| Ahanta                     | 142.000                | 2003  | Kwa-Sprache         |
| Wali                       | 138.000                | 2003  | Gur-Sprache         |
| Kasem                      | 130.000                | 2004  | Gur-Sprache         |
| Birifor (Sprache)          | 125.000                | 2003  | Gur-Sprache         |
| Bimoba                     | 120.000                | 2003  | Gur-Sprache         |
| Cherepon                   | 111.000                | 2003  | Kwa-Sprache         |
| Sisaala, Tumulung          | 105.000                | 2003  | Gur-Sprachen        |
| Larteh                     | 74.000                 | 2003  | Kwa-Sprache         |
| Chumburung                 | 69.000                 | 2003  | Kwa-Sprache         |
| Anufo                      | 66.000                 | 2003  | Kwa-Sprache         |
| Nafaanra                   | 61.000                 | 2003  | Gur-Sprache         |
| Gua                        | 60.200                 | 2003  | Kwa-Sprache         |
| Kratsche                   | 58.000                 | 2004  | Kwa-Sprache         |
| Ntcham                     | 57.000                 | 2003  | Gur-Sprachen        |
| Tem                        | 53.000                 | 2003  | Gur-Sprache         |
| Lelemi                     | 48.900                 | 2003  | Kwa-Sprache         |
| Paasaal                    | 36.000                 | 2003  | Gur-Sprache         |
| Kabiyé                     | 32.000                 | 2005  | Gur-Sprache         |
| Sisaala, (West)            | 30.000                 | 2003  | Gur-Sprache         |
| Nkonya                     | 28.000                 | 2004  | Kwa-Sprache         |
| Kulango, Bondoukou         | 27.000                 | 2003  | Gur-Sprache         |
| Siwu                       | 27.000                 | 2003  | Kwa-Sprache         |
| Deg                        | 26.400                 | 2003  | Gur-Sprache         |
| Avatime                    | 24.000                 | 2003  | Kwa-Sprache         |
| Sekpele                    | 23.400                 | 2003  | Kwa-Sprache         |
| Jwira-Pepesa               | 18.000                 | 2003  | Kwa-Sprache         |
| Tampulma                   | 16.000                 | 2003  | Gur-Sprache         |
| Kulango, Bouna             | 15.500                 | 1991  | Gur-Sprache         |
| Ligbi                      | 15.000                 | 2003  | Mande-Sprache       |
| Nawuri                     | 14.000                 | 2003  | Kwa-Sprache         |
| Vagla                      | 13.500                 | 2003  | Gur-Sprache         |
| Tuwuli                     | 11.400                 | 2003  | Kwa-Sprache         |
| Selee                      | 11.300                 | 2003  | Kwa-Sprache         |
| Adele                      | 11.000                 | 2003  | Kwa-Sprache         |
| Delo                       | 10.900                 | 2003  | Gur-Sprache         |
| Gikyode                    | 10.400                 | 2003  | Kwa-Sprache         |
| Dwang                      | 8.200                  | 2003  | Kwa-Sprache         |
| Akposo                     | 7.500                  | 2003  | Kwa-Sprache         |
| Logba                      | 7.500                  | 2003  | Kwa-Sprache         |
| Fulfulde                   | 7.300                  | 2003  |                     |
| Hanga                      | 6.800                  | 2003  | Gur-Sprache         |
| Zarma                      | 6.500                  | 2003  |                     |
| Nyangbo                    | 6.400                  | 2003  | Kwa-Sprache         |
| Chakali (Sprache)          | 6.000                  | 2003  | Gur-Sprache         |
| Nawdm                      | 5.400                  | 2005  | Gur-Sprache         |
| Tafi                       | 4.400                  | 2003  | Kwa-Sprache         |
| Safaliba                   | 4.000                  | 2003  | Gur-Sprache         |
| Konni                      | 3.800                  | 2003  | Gur-Sprache         |
| Adamorobe-Gebärdensprache  | 3.400                  | 2003  | Gebärdensprache     |
| Chala                      | 3.000                  | 2003  | Gur-Sprache         |
| Kamara                     | 3.000                  | 2003  | Gur-Sprache         |
| Kantosi                    | 2.300                  | 2003  | Gur-Sprache         |
| Adangbe                    | 2.000                  | 2003  | Kwa-Sprache         |
| Nchumbulu                  | 1.800                  | 2003  | Kwa-Sprache         |
| Kplang                     | 1.600                  | 2003  | Kwa-Sprache         |
| Lama                       | wenige Hundert/Tausend | 1996  | Gur-Sprache         |
| Animere                    | 700                    | 2003  | Kwa-Sprache         |
| Dompo                      | 60 bis 70              | 1999  | Kwa-Sprache         |
| Ghanaische Gebärdensprache | unbekannt              | k. A. | Gebärdensprache     |